# Ligardes
 Ligardes  là một xã thuộc tỉnh Gers trong vùng Occitanie tây nam nước Pháp. Xã này có độ cao 77-182 mét trên mực nước biển.